# صعود وسقوط الرايخ الثالث
صعود وسقوط الرايخ الثالث: تاريخ ألمانيا النازية (بالإنجليزية: The Rise and Fall of the Third Reich)‏ (بالألمانية: Aufstieg und Fall des Dritten Reiches) ، هو كتاب سياسي تاريخي طبع عام 1960م، وألفه الأمريكي وليام لورانس شيرر وتمت ترجمة الكتاب إلى اللغة الألمانية، ويتحدث الكتاب حول أدولف هتلر من مولده عام 1889، مروراً بصعوده للحكم عام 1933، وحتى سقوط برلين عام 1945م، ووصف شيرر في كتابه بأن الحدث بتاريخ 3 سبتمبر عام 1939م، أن عدد 250 شخصاً وقفوا في شمس ميدان فيلهيلمبلاتس بالعاصمة الألمانية برلين، عندما أعلنت مكبرات الصوت أن بريطانيا أعلنت الحرب على ألمانيا، وهم أصغوا ولم يتحدث أحد، وقال شيرر لم يدرك الناس وقتها أن أدولف هتلر قد قادهم إلى الحرب العالمية على حد وصفه.

غلاف النسخة العربية من الكتاب

صدرت ترجمة للكتاب باللغة العربية قام بها جرجيس فتح الله في مجلدين وكانت بعنوان «قيام وسقوط الرايخ الثالث: نهاية دكتاتور»